# St. Peter (Mannheim)

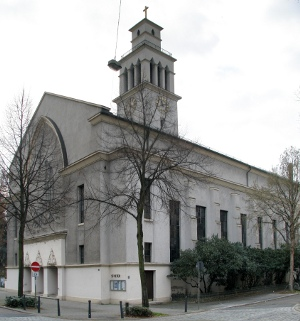
St.-Peter-Kirche

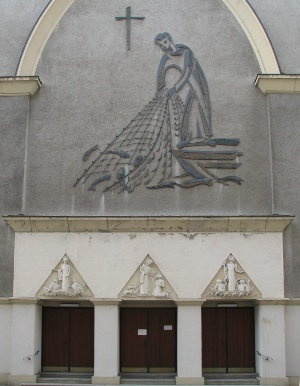
Eingangsfront

St. Peter ist eine katholische Kirche im Mannheimer Stadtteil Schwetzingerstadt. Sie wurde zwischen 1927 und 1929 nach den Plänen von Hermann Otto Künkel erbaut.

## Geschichte
Im letzten Drittel des 19. Jahrhunderts wurde die Stadt Mannheim über die Innenstadt hinaus in Richtung Osten erweitert. Für die Betreuung der Katholiken war die Obere Pfarrei an der Jesuitenkirche zuständig. Im Jahr 1900 lebten im Erweiterungsgebiet bereits 22.000 Menschen, davon 7.900 katholischen Glaubens, so dass bis 1903 die Heilig-Geist-Kirche gebaut wurde. Auch danach stieg die Bevölkerung weiter stark an. 1914 gehörten zur Pfarrei Heilig-Geist 14.439 Katholiken und 1919 war sie zur größten Gemeinde im Erzbistum Freiburg herangewachsen, so dass im Osten der Schwetzingerstadt eine weitere Kirche geplant wurde. 1927 wurde mit dem Bau begonnen und zwei Jahre später konnte er vollendet werden. Am 29. Juni 1930 wurde die St. Peter von Erzbischof Karl Fritz konsekriert und im selben Jahr eine Pfarrkuratie eingerichtet.
Im Zweiten Weltkrieg wurde die Kirche mehrmals beschädigt und brannte schließlich 1943 völlig aus. Nach dem Krieg wurde der Chor überdacht und diente als Notkirche. Zwischen 1951 und 1952 wurde sie von Adam Müller vereinfacht wiederaufgebaut. 1954 wurde die Kuratie  St. Peter zur selbständigen Pfarrei erhoben. 2004 schlossen sich die Gemeinden St. Peter, Heilig-Geist und St. Pius zur Seelsorgeeinheit „Mannheim – Am Luisenpark“ zusammen.

## Beschreibung
St.-Peter steht im Osten der Schwetzingerstadt. Der ursprüngliche Bau war im Stil des Neuen Bauens mit expressionistischen Elementen. Die einschiffige Kirche hat einen eingezogenen, rechteckigen Chor und ist 49,60 Meter lang, 22,60 Meter breit und 18,85 Meter hoch. Der 54 Meter hohe Glockenturm ist mittig an der linken Seite platziert. Der Bau hatte mehrere Vorbilder, unter anderem St. Augustinus in Heilbronn von Hans Herkommer. Nicht mehr erhalten sind die Treppengiebel und das große spitzbogige Blendfenster an der Stirnseite. Auch die spitzbogigen Abschlüsse der Seitenfenster und das Seitenportal wurden beim Wiederaufbau entfernt. Die ursprünglich dort angebrachten Reliefs von Emil Sutor wurden über den Haupteingang gesetzt. Sie zeigen Begebenheiten aus dem Leben des Petrus.

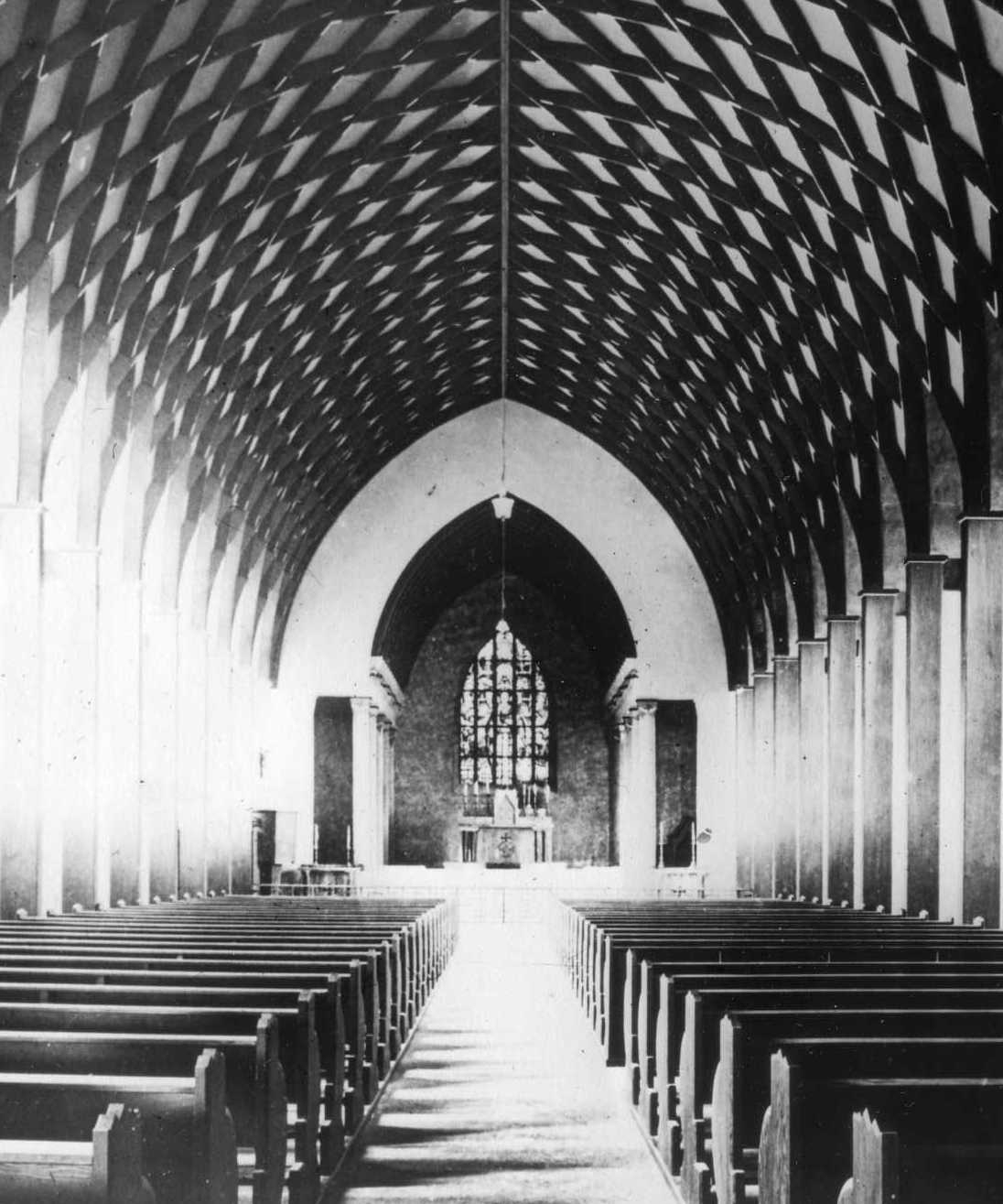
Der Innenraum der Heilbronner Augustinuskirche ähnelte dem Vorkriegszustand der Peterskirche

Auch der Innenraum erfuhr einschneidende Veränderungen. Die Spitztonnendecke in Zollbau-Lamellen-Bauweise mit ihrem typischen Rautennetz wurde durch eine flache Decke ersetzt. Verloren blieben der Kreuzweg und der Karfreitagsaltar von Emil Sutor sowie die Wandgemälde von Willy Oeser. Sie zeigten an der Altarwand Petrus, an den Seitenaltären Aloysius, Bernhard von Baden (links), Theresia vom Kinde Jesu, Agnes  (rechts) und am Triumphbogen Christus als Weltenherrscher und Lioba, Petrus Canisius, Karl Borromäus, Konrad, Klara und Clemens Maria Hofbauer.
Nach dem Krieg schuf Oskar Martin-Amorbach ein Chorwandbild in Sgraffito und Mosaik. Siegfried Fricker gestaltete 1955/57 den hölzernen Kreuzweg. Er schuf auch ein Relief mit den Evangelistensymbolen Menschengestalt, Löwe, Stier und Adler, das ursprünglich für die Kanzel bestimmt war und in die linke Chorwand eingelassen wurde. Das Geläut der Kirche besteht aus fünf Glocken. Die Orgel wurde 1957 von der Firma Johannes Klais in Bonn gebaut. Sie hat bei drei Manualen und Pedal 49 Register.